# 罐装空气

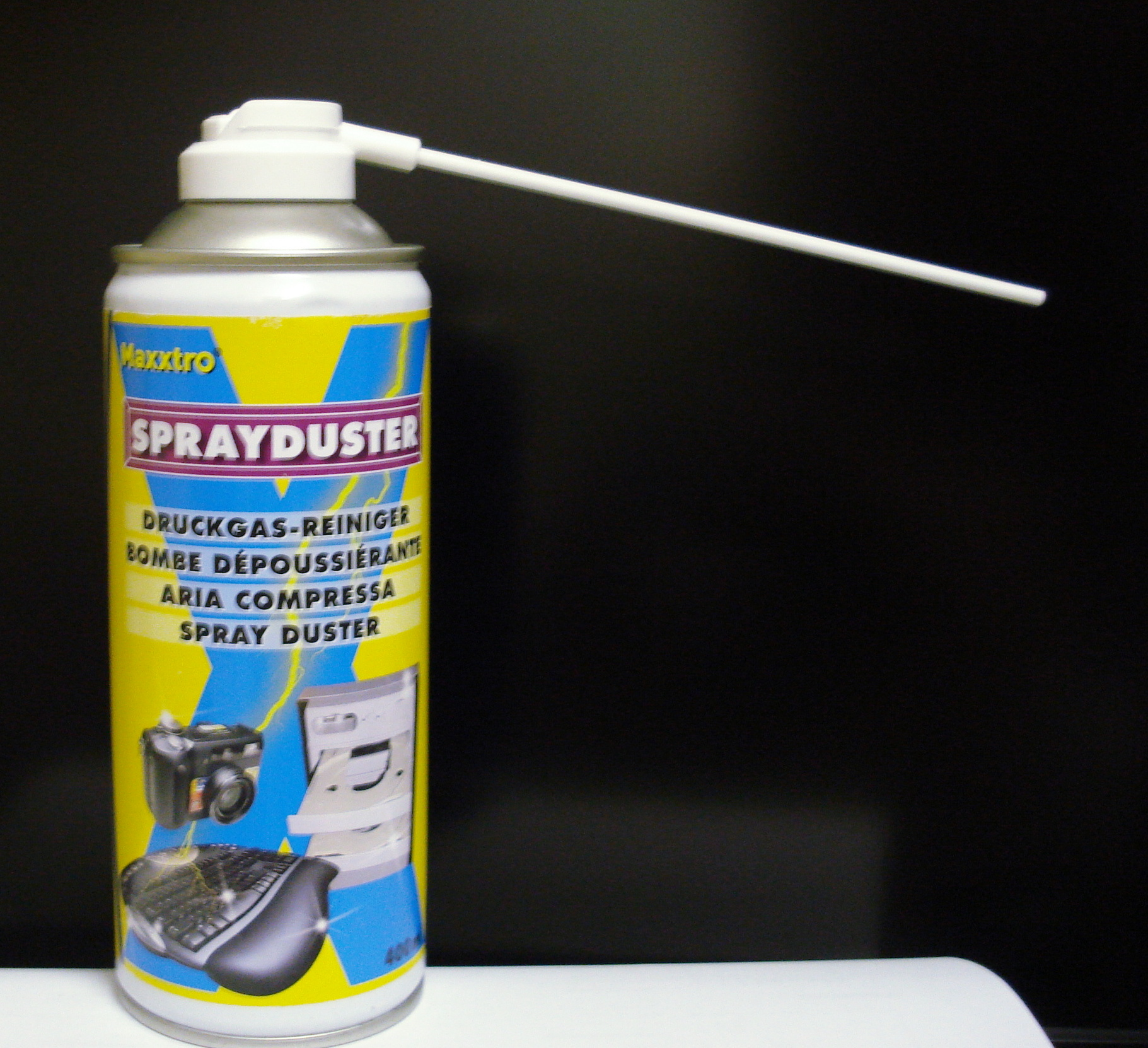
罐装空气

罐装空气是一种用于清洁或給电子设备除尘的产品，其他无法用水清洗的敏感设备也要用到罐装空气。
罐装空气可以通过顶部的喷嘴喷出一股压缩空氣。很多罐装空气中实际上并不含有空气（即罐頭中不含有氧氣或氮氣），而是含有其他气体。而一些單純含有空氣的罐装空气則會被視為非實用品，在一些空氣污染嚴重的地方，有人會購買灌裝空氣呼吸不受污染的空氣。